# ویکتوریا، ولیعهد سوئد
ویکتوریا، ولیعهد سوئد، دوشس وستریوتلاند (به سوئدی: Victoria, Sveriges kronprinsessa, hertiginna av Västergötland, Victoria Ingrid Alice Désirée) (زادهٔ ۱۴ ژوئیه ۱۹۷۷) وارث بلافصل تاج و تخت سوئد است.
اگر او چنان‌که انتظار می‌رود به تخت نشیند، چهارمین ملکه فرمانروای سوئد خواهد شد.
او در ۲۳ فوریه ۲۰۱۲ شاهدخت استل، دوشس اوستریوتلاند را به دنیا آورد. او در ۲ مارس ۲۰۱۶، دومین فرزند خود، شاهزاده اسکار، دوک اسکونه را به دنیا آورد.

## نگارخانه

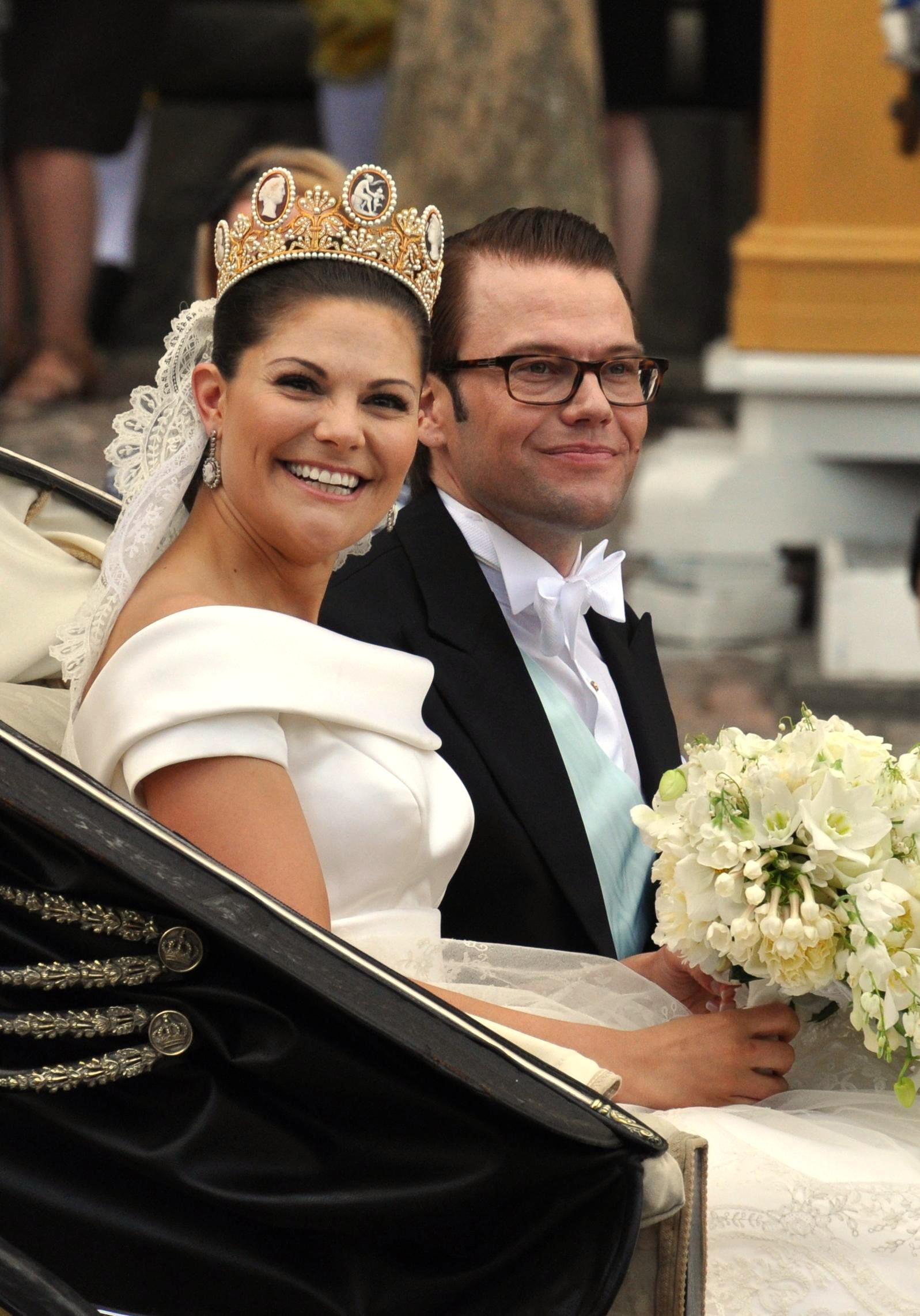